# La grande piazza

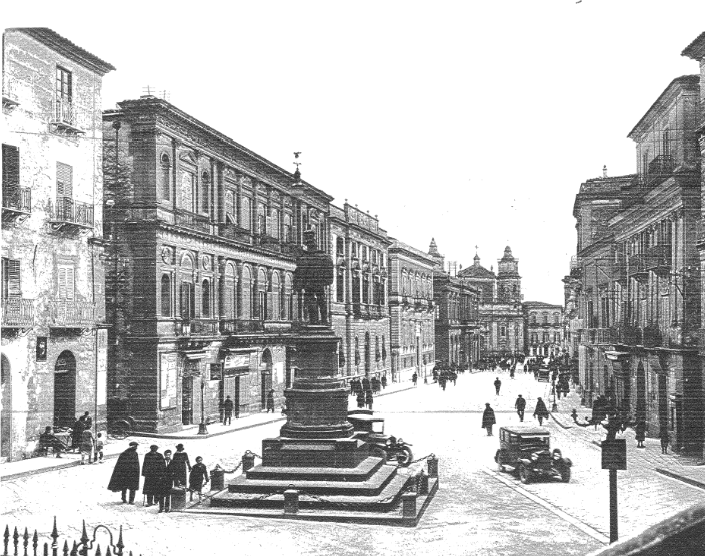
Corso Umberto I a Caltanissetta visto dalla chiesa di Sant'Agata al Collegio nel 1935

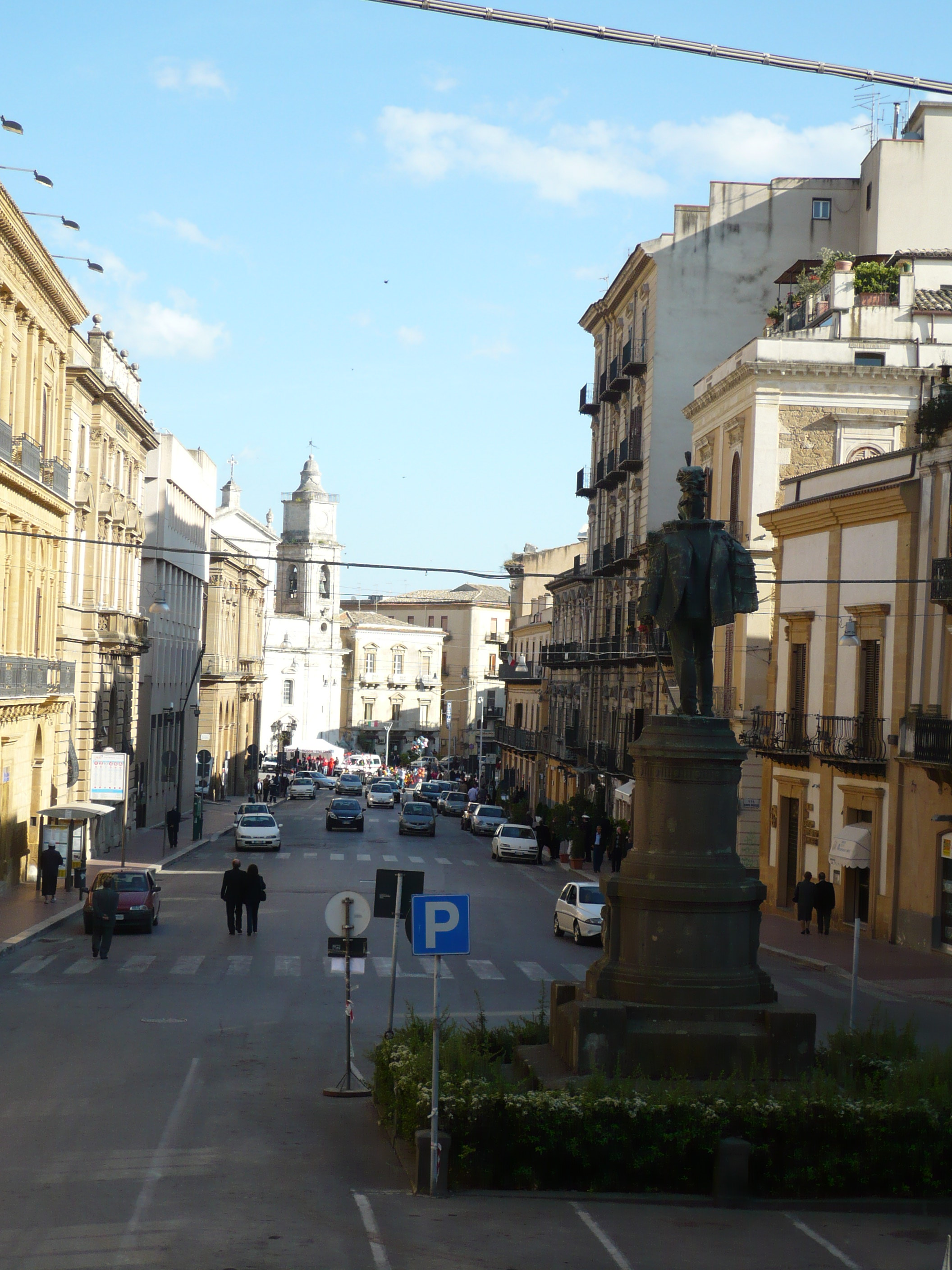
Corso Umberto I nel 2011 prima dell'inizio lavori del 5 giugno 2012 per La grande piazza

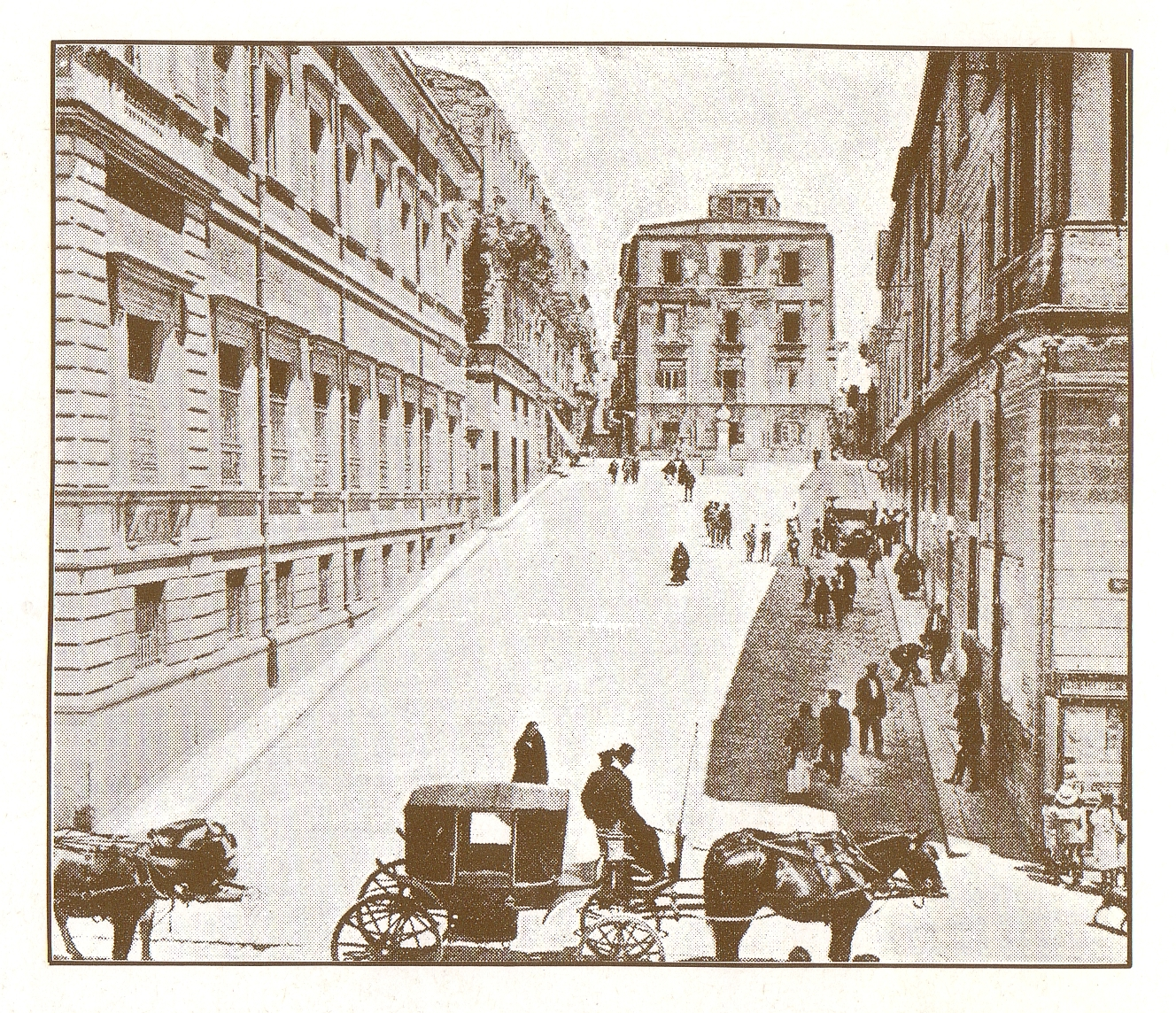
Salita di via Matteotti, già salita Tribunali, a sinistra l'edificio vecchio della Banca d'Italia prima degli anni 40

La grande piazza è il progetto che riguarda la riqualificazione urbanistica del centro storico della città di Caltanissetta coinvolgente corso Umberto I, la salita di via Matteotti, largo Paolo Barile antistante il palazzo Moncada e piazza Garibaldi.

## Premessa
Gli obbiettivi del progetto de "La Grande Piazza" nascono dall'esigenza, molto sentita, di riqualificare l'intera area del centro storico nisseno alla luce di quella qualità urbana che negli anni, a causa della sempre maggiore intensità di traffico veicolare, si è perduta.
A tal fine si è perseguita l'idea strategica di pedonalizzare tutta l'area del centro storico con un incremento dei servizi di trasporto pubblico, l'aumento di aree destinate a parcheggi per i veicoli di privati e la netta separazione delle aree pedonali da quelle carrabili.

## Storia del concorso
Per garantire la massima qualità delle idee progettuali è stato indetto nel 2008 un Concorso Internazionale di progettazione “La Grande Piazza” da parte dell'’Amministrazione Comunale di Caltanissetta.
Gli ambiti spaziali oggetto del concorso e progetto di riqualificazione comprendono:
1. la riqualificazione della Piazza Garibaldi con Corso Umberto I fino alla Chiesa di Sant'Agata al Collegio
2. riqualificazione della salita Matteotti comprendente gli spazi interrati dell'ex-rifugio antiaereo,
3. creazione di una nuova piazza antistante il Palazzo dei Principi Moncada, dopo abbattimento del palazzoto esistente in Largo Paolo Barile,
4. riqualificazione di Via Palazzo Paternò e via Aristuto sino al congiungimento di Corso Umberto I e "risoluzione" del rapporto piazza bastione,
5. studio degli elementi di arredo nonché dei "parametri murari" (verticali) dell'attuale edificio della Banca d'Italia.

Nel bando di concorso ai concorrenti veniva richiesto in un momento preliminare la formulazione delle idee di massima per la trasformazione degli spazi oggetto dell'intervento; in un momento successivo veniva richiesta l'elaborazione del progetto preliminare con gli interventi previsti in dettaglio. Le due fasi hanno previsto:
1. Fase di prequalifica - aperta a tutti i concorrenti in cui veniva richiesta una elaborazione di massima delle varie idee progettuali, Tra le quali sono stati selezionate le prime 7 idee, che nella
2. Fase finale - sono state le basi per la stesura dei progetti definitivi. Progetti giudicati, in base ai criteri stabiliti nel Bando Concorso, da una giuria nominata allo scopo. Il bando di concorso, prevedeva all'art. 20, come unica lingua concorsuale ammessa la lingua italiana.

A tutti sette vincitori della fase di prequalifica è stato riconosciuto un rimborso spese di 5.000€, mentre al vincitore è stato assegnato un premio complessivo in denaro di 20.000€, come previsto dal bando, cui vanno aggiunti gli oneri per la progettazione vera e propria previsti a norma di legge.
Il 13 marzo 2009, la Commissione giudicatrice del concorso, composta da cinque membri nisseni, sceglie il progetto chiamato con il motto: “Walking on the ribbon”, dopo che questo e gli altri sei progetti sono stati esposti al pubblico in forma anonima.
Va rilevato che il Concorso prevedeva la possibilità, da parte del progettista, dello spostamento eventuale della statua di Umberto I e della Fontana del Tritone di Tripisciano.

## Storia dei lavori

### Manutenzione straordinaria di piazza Garibaldi
Tra la fine del 2008 e l'inizio del 2009, l'intera piazza Garibaldi è stata sottoposta a lavori di ripavimentazione per sostituire il vecchio manto in asfalto con delle basole in pietra lavica e inserti di pietra bianca a moduli quadrati, che compongono un motivo a quadrati. Ciò nell'ambito di un intervento di “manutenzione straordinaria” realizzato dall'Amministrazione comunale di Caltanissetta con la progettazione di 2 tecnici del comune e 3 liberi professionisti, per un importo di 685.920.42 €.
Successivamente a questo intervento si sono verificati fenomeni di accumulo di acqua piovana negli spazi antistanti la cattedrale, come segnalato dal parroco della chiesa, nonché fenomeni disgregativi sul portale maggiore della Chiesa. Questi fenomeni sono imputabili, secondo i tecnici dalla Sovraintendenza dei Beni Culturali incaricati dei sopralluoghi, alla mancanza di un marciapiede, con conseguente ristagno d'acqua nella parte antistante la chiesa; oppure nella eventuale rottura di una canalizzazione sotterranea, o ancora in una sorgiva.
Italia Nostra fa notare che il progetto di manutenzione straordinaria della piazza non ha mai avuto un piano o studio delle quote, inoltre, questo intervento architettonico mostrerebbe una evidente qualità complessiva molto modesta caratterizzandosi per: 

### I lotto
Il 12 ottobre 2011, viene espletata la gara d'appalto del I lotto per il progetto de "La grande piazza" comprendente la ripavimentazione di Corso Umberto I, nel tratto che inizia da Piazza Garibaldi e arriva fino all'altezza di Via Aristuto; per un importo di 1.201.055,02€.
In data 5 giugno 2012 sono iniziati i lavori che riguardano il rifacimento del selciato e dei marciapiedi preesistenti lungo tutto il Corso Umberto dalla Piazza Garibaldi con l'incrocio di Corso Vittorio Emanuele II, fino all'altezza Via Aristuto.
In data 19 ottobre 2012 viene completato questo tratto di ripavimentazione prevista, ma "grazie ad economie di spesa" la ditta appaltatrice si impegna a completare i lavori fino all'altezza della Chiesa di Sant'Agata al Collegio e Via Girolamo Gravina.
Sabato 9 febbraio 2013, in modo inaspettato, viene riaperto il traffico veicolare a senso unico da Piazza Garibaldi alla Chiesa di Sant'Agata al Collegio, rimanendo ancora chiuso l'accesso a Corso Umberto I dalla via Re d'Italia, mentre alcuni giorni prima era stato aperto l'accesso su Corso Umberto I da via Aristuto. Questo in risposta ai pressanti inviti dei commercianti del centro storico che hanno protestato presso il Comune, il giorno prima, per ottenere la riapertura al traffico veicolare, contestando così il disegno strategico de "La grande piazza" e vedendo questi nel progetto una penalizzazione eccessiva per i loro commerci e attività economiche.
Nel marzo 2013 prima dell'inizio dei riti della Settimana Santa di Caltanissetta viene riaperto il traffico veicolare da Via Re d'Italia e sono collocati dissuatori ai due lati del tratto veicolare nonché cinque porta piante in marmo; completando così i lavori del I lotto.

### II lotto
Il 19 ottobre 2011 è stato approvato con un finanziamento di 2.103.409,00 di € da parte dell'Assessorato regionale ai Beni Culturali, il secondo lotto riguardante l'esecuzione dei lavori di musealizzazione dell'ex rifugio antiaereo di Via Matteotti, da realizzare a sala delle esposizioni artistiche contemporanee.

## Critiche
Nel tempo diverse sono state le critiche alla realizzazione dell'opera soprattutto da parte della cittadinanza, critiche riferite a diversi aspetti quali:
- Il progetto non risponde ai criteri estetici di molti cittadini che vedono bello l'esistente com'è e quindi non meritevole di cambiamenti sostanziali, quali quelli progettati.[21]
- Il progetto vincitore del concorso ed altri prevedevano lo spostamento della statua di Umberto I da sito e piedistallo originario e così anche il complesso bronzeo della Fontana del tritone dello scultore nisseno Michele Tripisciano. Ciò ha creato diversi malcontenti nella cittadinanza. Malcontenti che nella realizzazione finale sono stati risolti lasciando immutate la disposizione delle stesse opere in difformità al progetto originario.[22]

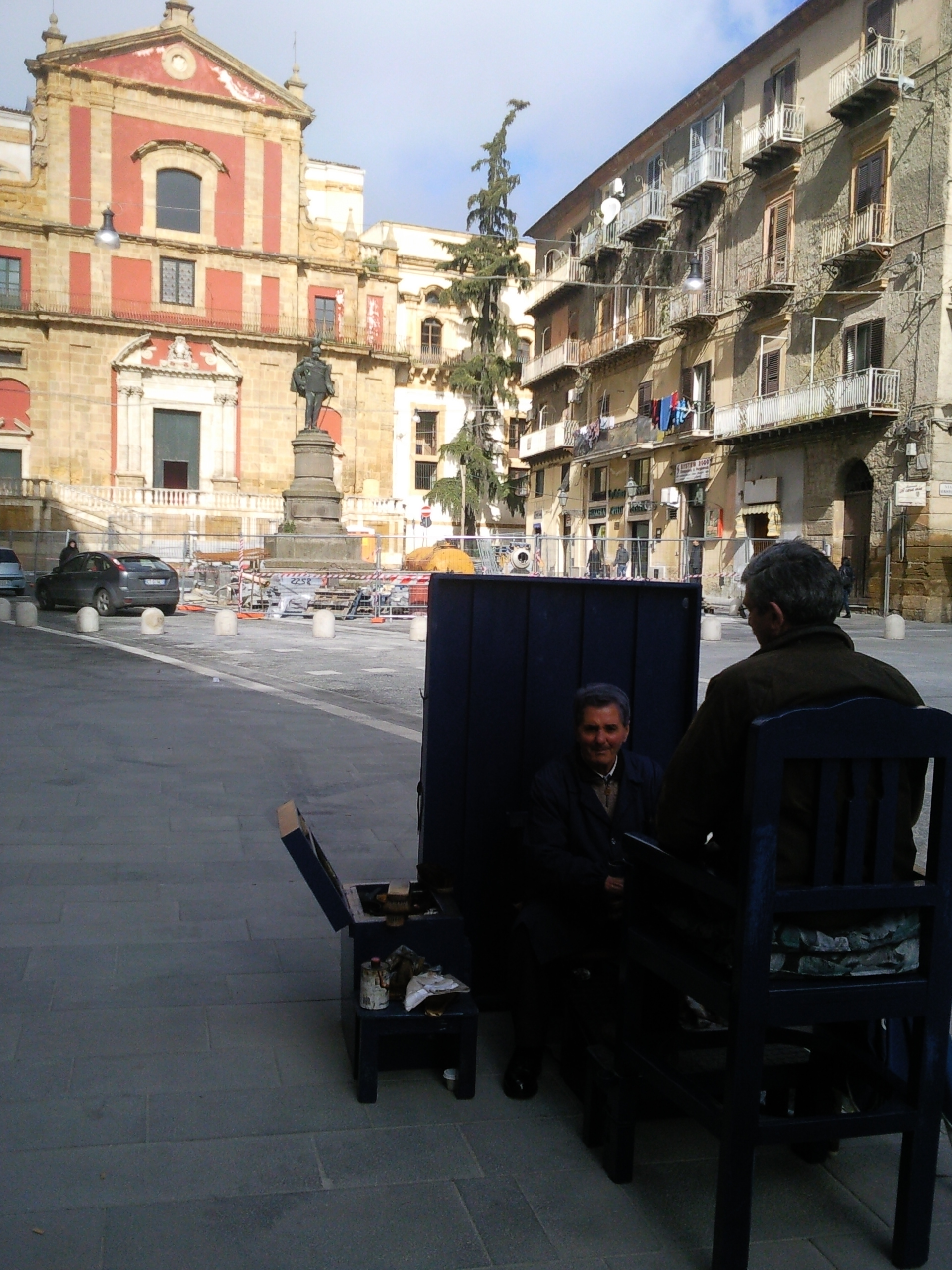
Storico lustrascarpe in corso Umberto I a Caltanissetta

- Molte delle critiche sono state sollevate dai commercianti del centro che hanno visto compromessi i loro incassi durante il periodo di chiusura di corso Umberto I per il completamento dei lavori.[23] In data 23 giugno 2012 un ristoratore del centro storico angosciato dall'annunziato protrarsi dei lavori e chiusura al traffico del centro per i lavori de La grande piazza, cosa questa che inevitabilmente avrebbero influito sulla sua attività commerciale, dopo aver protestato e manifestato con altri commercianti del centro storico, in preda ad una crisi depressiva si è suicidato.[24]
- Altra critica mossa soprattutto dai commercianti del centro storico è il non aver rispettato gli accordi presi con l'Amministrazione comunale che prevedevano la chiusura di solo mezza carreggiata in modo alternato del Corso Umberto I, in modo da consentire comunque un traffico di mezzi per le attività commerciali; oltre a disattendere l'impegno di garantire la fruizione di bus navetta.[25]

## Curiosità
A Caltanissetta a tutto il 2012 sopravvivono due lustrascarpe o "lustrini". Questi sono gli ultimi, degli oltre 40 che nell'immediato dopoguerra erano presenti negli attuali luoghi della grande piazza, sono l'unica memoria vivente della storia di questa via nissena.
Corso Umberto I a Caltanissetta è stato un luogo simbolo della città finché erano presenti la libreria Sciascia e il caffè Romano.